# Bobbie Mulder
Bobbie Mulder (* 2006) ist eine niederländische Schauspielerin. Bekannt wurde sie durch die Hauptrolle in der Kinderfernsehserie Die Regeln von Floor.

## Leben
Mulder wurde von einem Freund auf ein Casting für eine Nebenrolle in der niederländischen Drama-Serie Zwarte Tulp aufmerksam gemacht. Sie bekam die Rolle der Olivia Kester und trat in 10 Folgen der Serie auf. Nach dem Dreh wurde sie in eine Casting-Agentur aufgenommen. Beim Auswahlverfahren für die Kinderserie Die Regeln von Floor sprach Mulder sowohl für die Rolle der Floor, als auch für die Rolle der Margreet vor. Das Filmteam und Autorin Marjon Hoffman, von der die Kinderbuchvorlage der Serie stammt, entschieden sich, die Hauptrolle der Serie mit Bobbie Mulder zu besetzen. Im Jahr 2022 bekam sie eine Hauptrolle im schweizerisch-niederländischen Familienfilm Hotel Sinestra.
Mit dem Beginn der Dreharbeiten von Die Regeln von Floor wechselte Mulder auf das Leidsche Rijn College im niederländischen Utrecht, da dort spezielle Klassen mit einem sogenannten Talentstatus angeboten werden, die es ihr ermöglichten, Ausbildung und Schauspielerei parallel zu betreiben.

## Filmografie (Auswahl)
- 2015–2016: Zwarte Tulp (Fernsehserie)
- 2017: Huisvrouwen bestaan niet
- 2018–2022: Die Regeln von Floor (De Regels van Floor, Fernsehserie, 82 Folgen)
- 2022: Hotel Sinestra
- 2023: Anoniem (Fernsehserie, 2 Folgen)

## Auszeichnungen
Mit der Serie Die Regeln von Floor wurde Mulder 2020 mit dem International Emmy Kids Award ausgezeichnet.